# Harrisburg
Harrisburg – miasto we wschodniej części Stanów Zjednoczonych, stolica stanu Pensylwania i siedziba hrabstwa Dauphin.
Leży nad rzeką Susquehanna. Centrum administracyjne hrabstwa Dauphin.

## Historia
Pierwszym osadnikiem był John Harris, który osiedlił się na miejscu przyszłego miasta w 1726. W 1753 jego syn otworzył przeprawę promową przez rzekę. Miejscowość nosiła w związku z tym nazwę Harris Ferry (pl. Prom Harrisa) do 1785, kiedy młodszy Harris wytyczył nowe miasto i nazwał je Harrisburg. W 1812 zostało stolicą stanu Pensylwania, w 1860 otrzymało prawa miejskie.

## Gospodarka
W mieście rozwinął się przemysł metalowy, elektrotechniczny, spożywczy, włókienniczy, chemiczny oraz hutniczy.

## Transport
W mieście znajduje się stacja kolejowa Harrisburg Transportion Center.

## Urodzeni w Harrisburgu
- Jennifer Brady, amerykańska tenisistka.

## Miasta partnerskie
- Izrael: Ma’alot-Tarszicha
- Meksyk: Pachuca, Hidalgo